# Рокфор-де-Со
Рокфо́р-де-Со (фр. Roquefort-de-Sault) — коммуна во Франции, находится в регионе Лангедок — Руссильон. Департамент коммуны — Од. Входит в состав кантона Акса. Округ коммуны — Лиму.
Код INSEE коммуны — 11321.

## Население
Население коммуны на 2008 год составляло 92 человека.
| 1962 | 1968 | 1975 | 1982 | 1990 | 1999 | 2008 |
| ---- | ---- | ---- | ---- | ---- | ---- | ---- |
| 191  | 142  | 122  | 122  | 118  | 113  | 92   |

## Экономика
В 2007 году среди 56 человек в трудоспособном возрасте (15—64 лет) 39 были экономически активными, 17 — неактивными (показатель активности — 69,6 %, в 1999 году было 54,5 %). Из 39 активных работали 32 человека (18 мужчин и 14 женщин), безработных было 7 (4 мужчины и 3 женщины). Среди 17 неактивных 3 человека были учениками или студентами, 5 — пенсионерами, 9 были неактивными по другим причинам.